# CSN (album)
| Recensione                        | Giudizio            |
| --------------------------------- | ------------------- |
| AllMusic                          | [ 1 ]               |
| Robert Christgau                  | D+                  |
| The New Rolling Stone Album Guide | [ 3 ]               |
| Sputnikmusic                      | 4.0 (Excellent)     |
| Piero Scaruffi                    | [ 5 ]               |
| OndaRock                          | (Disco consigliato) |

CSN è un album in studio del supergruppo rock Crosby, Stills & Nash, pubblicato nel giugno del 1977. 
Si tratta del quinto album del gruppo, il secondo pubblicato nella formazione a tre senza Neil Young. Ne furono pubblicate 2 copie con una posa differente nella foto di copertina. 
Nel 2003 l'album fu inserito al posto numero 259 dalla rivista musicale Rolling Stone nella lista dei 500 migliori album rock di tutti i tempi.

## Tracce
Lato A
1. Shadow Captain – 4:32 (David Crosby, Craig Doerge)
2. See the Changes – 2:56 (Stephen Stills)
3. Carried Away – 2:29 (Graham Nash)
4. Fair Game – 3:30 (Stephen Stills)
5. Anything at All – 3:01 (David Crosby)
6. Cathedral – 5:15 (Graham Nash)

Lato B
1. Dark Star – 4:43 (Stephen Stills)
2. Just a Song Before I Go – 2:12 (Graham Nash)
3. Run from Tears – 4:09 (Stephen Stills)
4. Cold Rain – 2:32 (Graham Nash)
5. In My Dreams – 5:10 (David Crosby)
6. I Give You Give Blind – 3:21 (Stephen Stills)

## Formazione
- David Crosby - voce, cori, chitarra acustica
- Stephen Stills - voce, cori, chitarra, timbales, pianoforte, Fender Rhodes
- Graham Nash - voce, cori, pianoforte, armonica a bocca
- Craig Doerge - pianoforte, Fender Rhodes
- Joe Vitale - batteria, percussioni, organo Hammond, flauto, pianoforte, Fender Rhodes, timpani, vibrafono
- George Perry - basso
- Russ Kunkel - batteria, congas
- Mike Finnigan - organo Hammond
- Jimmy Haslip - basso
- Ray Barretto - congas
- Gerald Johnson - batteria
- Tim Drummond - basso

Note aggiuntive
- David Crosby, Stephen Stills e Graham Nash con Ron Albert e Howard Albert - produttori
- Ron Albert e Howard Albert - ingegneri delle registrazioni, masterizzazione
- Steve Gursky - assistente ingegneri delle registrazioni
- Gary Burden - art direction e design (per R. Twerk & Co.)
- Joel Bernstein - fotografie
- Ringraziamenti speciali: Harper Dance, Guillermo Giachetti, Armando Hurley, Joel Bernstein, Mac Holbert, Glenn Goodwin e Home at Last[8]